# Толіман (вулкан)
Толіман  (ісп. Tolimán) — стратовулкан у Гватемалі, на південному березі озера Атітлан. Вулкан висотою 3158 м,  утворився поблизу південного краю плейстоценової кальдери Атітлан III. Вершина вулкана має неглибокий кратер, а його боки вкриті потужними товщами залишків древніх лавових потоків, що вивергалися з кратерів на схилах вулкана.

## Серро-де-Оро
Паразитичний лавовий купол, відомий як Серро-де-Оро, утворився на північному схилі вулкана. Його виверження, можливо, відбулося кілька тисяч років тому.

## Галерея

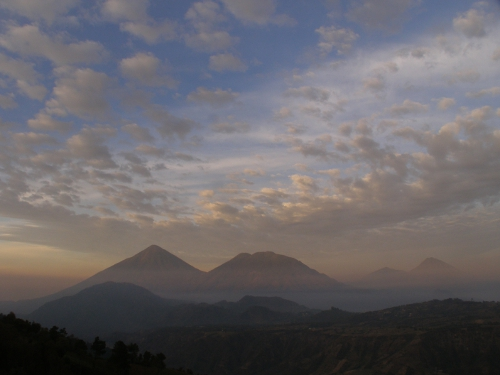
Вулкани озера Атітлан; Атітлан (ліворуч у центрі), Толіман (у центрі) і Сан-Педро (крайній праворуч). Краєвид з Пачімуліна.

## Дивіться також
- Список вулканів Гватемали